# Miyuki Izumi
Miyuki Izumi (japonès: 泉美幸)  (Tòquio, 31 de maig de 1975) és una exfutbolista japonesa. Va debutar amb la selecció del Japó el 1996. Va disputar 5 partits amb la selecció del Japó. Ha disputat Jocs Olímpics d'estiu de 1996.

## Estadístiques
| Selecció del Japó | Selecció del Japó | Selecció del Japó |
| Anys              | Partits           | Gols              |
| ----------------- | ----------------- | ----------------- |
| 1996              | 5                 | 0                 |
| Total             | 5                 | 0                 |

Fots: